# Nyamurenza
Nyamurenza è un comune del Burundi situato nella provincia di Ngozi con 57.202 abitanti (censimento 2008).

## Geografia antropica

### Suddivisioni amministrative
Il comune è suddiviso in 20 colline.